# Lijst van rijksmonumenten in Amsterdam-Zuid
Een overzicht van rijksmonumenten in de stad Amsterdam. Van de 7324 inschrijvingen (inclusief onderdelen van objecten) in Amsterdam liggen 305 inschrijvingen in stadsdeel Zuid.
| Object | Oorspronkelijke functie?  | Bouwjaar                           | Architect                                                     | Locatie                                                 | Coördinaten?                  | Nr.?   | Afbeelding |
| --- | ------------------------- | ---------------------------------- | ------------------------------------------------------------- | ------------------------------------------------------- | ----------------------------- | ------ | --- |
| Haarlemmermeerstation | Transport                 | 1915                               | J. van Emmerik                                                | Amstelveenseweg 262-268                                 | 52° 20' 58" NB, 4° 51' 24" OL | 267    | Meer afbeeldingen |
| Hotel eerder Rijkspostspaarbank en Conservatorium van Amsterdam                                                                                       | Handel en kantoor         | 1899-1901                          | D.E.C.Knuttel                                                 | Van Baerlestraat 27                                     | 52° 21' 31" NB, 4° 52' 43" OL | 287    | Meer afbeeldingen |
| Concertgebouw | Gebouw                    | 1883-1886                          | A.L. van Gendt                                                | Van Baerlestraat 98                                     | 52° 21' 23" NB, 4° 52' 46" OL | 288    | Meer afbeeldingen |
| Kantoorgebouw in opdracht van de Nederlandsch-Indische Maatschappij Linde en Teves en Stokvis, met bijbehorend hekwerk.                               | Handel en kantoor         | 1913-1914                          | J. London                                                     | Concertgebouwplein 20                                   | 52° 21' 20" NB, 4° 52' 41" OL | 505465 | Meer afbeeldingen |
| Rechterdeel van een geschakelde drievoudige villa | Woonhuis                  | 1911                               | J.F. Staal                                                    | Emmalaan 8                                              | 52° 21' 17" NB, 4° 51' 43" OL | 505339 | Rechterdeel van een geschakelde drievoudige villa |
| Middendeel van een geschakelde drievoudige woonvilla                                                                                                  | Woonhuis                  | 1911                               | J.F. Staal                                                    | Emmalaan 10                                             | 52° 21' 17" NB, 4° 51' 44" OL | 505346 | Middendeel van een geschakelde drievoudige woonvilla                                                                                                  |
| Rechterdeel van een dubbele villa | Woonhuis                  | 1918-1920                          | J.B. Janus                                                    | Emmalaan 16                                             | 52° 21' 13" NB, 4° 51' 46" OL | 505501 | Rechterdeel van een dubbele villa |
| Linkerdeel van een dubbele villa | Woonhuis                  | 1918-1919                          | J.B. Janus                                                    | Emmalaan 18                                             | 52° 21' 13" NB, 4° 51' 47" OL | 505507 | Linkerdeel van een dubbele villa |
| Linkerdeel van dubbele villa | Woonhuis                  | 1911                               | J.F. Staal                                                    | Emmalaan 7                                              | 52° 21' 18" NB, 4° 51' 45" OL | 505354 | Linkerdeel van dubbele villa |
| Rechterdeel van dubbele vila | Woonhuis                  | 1911                               | J.F. Staal                                                    | Emmalaan 9                                              | 52° 21' 18" NB, 4° 51' 45" OL | 505360 | Rechterdeel van dubbele vila |
| Linkerdeel van een geschakelde drievoudige villa | Woonhuis                  | 1911                               | J.F. Staal                                                    | Emmaplein 2                                             | 52° 21' 17" NB, 4° 51' 43" OL | 505331 | Meer afbeeldingen |
| Linkerdeel van een in verstrakt 'Amsterdamse School' gebouwde dubbele hoekvilla                                                                       | Woonhuis                  | 1919                               | Jan Juffer jr.                                                | Emmaplein 3                                             | 52° 21' 16" NB, 4° 51' 48" OL | 504589 | Linkerdeel van een in verstrakt 'Amsterdamse School' gebouwde dubbele hoekvilla                                                                       |
| Garage | Opslag                    | 1920                               | J. Juffer jr.                                                 | Emmaplein bij 3                                         | 52° 21' 16" NB, 4° 51' 49" OL | 504596 | Upload foto |
| IJzeren hekwerk in 'Amsterdamse School' | Erfscheiding              | 1919                               | J. Juffer jr.                                                 | Emmaplein bij 5                                         | 52° 21' 16" NB, 4° 51' 48" OL | 504603 | Meer afbeeldingen |
| Rechterdeel villa in 'Amsterdamse School' | Woonhuis                  | 1919/1922                          | J. Juffer jr. Gebr. van Gendt ALzn. (uitbreiding)             | Emmaplein 5                                             | 52° 21' 16" NB, 4° 51' 48" OL | 504609 | Rechterdeel villa in 'Amsterdamse School' |
| Schoolgebouw | Onderwijs en wetenschap   | 1912                               | Christiaan Posthumus Meyjes jr.                               | Gabriël Metsustraat 7                                   | 52° 21' 22" NB, 4° 52' 57" OL | 505884 | Meer afbeeldingen |
| Pand, deel uitmakend van een huizenblok, in een trant die met zijn hoekige en stekelige detaillering het begin van de 'Amsterdamse School' aankondigt | Gebouw                    | 1911                               | Michel de Klerk                                               | Gabriël Metsustraat 22                                  | 52° 21' 20" NB, 4° 52' 57" OL | 1108   | Pand, deel uitmakend van een huizenblok, in een trant die met zijn hoekige en stekelige detaillering het begin van de 'Amsterdamse School' aankondigt |
| Pand, deel uitmakend van een huizenblok | Gebouw                    | 1911                               | Michel de Klerk                                               | Gabriël Metsustraat 24                                  | 52° 21' 20" NB, 4° 52' 57" OL | 1109   | Pand, deel uitmakend van een huizenblok |
| Pand, deel uitmakend van een huizenblok, in een trant die met zijn hoekige en stekelige detaillering het begin van de 'Amsterdamse School' aankondigt | Gebouw                    | 1911                               | Michel de Klerk                                               | Gabriël Metsustraat 26                                  | 52° 21' 20" NB, 4° 52' 58" OL | 1110   | Pand, deel uitmakend van een huizenblok, in een trant die met zijn hoekige en stekelige detaillering het begin van de 'Amsterdamse School' aankondigt |
| Pand, deel uitmakend van een huizenblok, in een trant die met zijn hoekige en stekelige detaillering het begin van de 'Amsterdamse School' aankondigt | Gebouw                    | 1911                               | Michel de Klerk                                               | Gabriël Metsustraat 28                                  | 52° 21' 20" NB, 4° 52' 58" OL | 1111   | Pand, deel uitmakend van een huizenblok, in een trant die met zijn hoekige en stekelige detaillering het begin van de 'Amsterdamse School' aankondigt |
| Pand, deel uitmakend van een huizenblok, in een trant die met zijn hoekige en stekelige detaillering het begin van de 'Amsterdamse School' aankondigt | Gebouw                    | 1911                               | Michel de Klerk                                               | Gabriël Metsustraat 32                                  | 52° 21' 20" NB, 4° 52' 59" OL | 1112   | Pand, deel uitmakend van een huizenblok, in een trant die met zijn hoekige en stekelige detaillering het begin van de 'Amsterdamse School' aankondigt |
| Pand, deel uitmakend van een huizenblok, in een trant die met zijn hoekige en stekelige detaillering het begin van de 'Amsterdamse School' aankondigt | Gebouw                    | 1911                               | Michel de Klerk                                               | Gabriël Metsustraat 34                                  | 52° 21' 20" NB, 4° 52' 59" OL | 1113   | Pand, deel uitmakend van een huizenblok, in een trant die met zijn hoekige en stekelige detaillering het begin van de 'Amsterdamse School' aankondigt |
| De Dageraad, complex in 'Amsterdamse School' | Gebouw                    | 1918-1923                          | Michel de Klerk en Piet Kramer                                | Burgemeester Tellegenstraat 130                         | 52° 20' 57" NB, 4° 54' 2" OL  | 1508   | Meer afbeeldingen |
| Lizzy Cottage | Gebouw                    | 1902                               | A.W. Weissman                                                 | Hobbemastraat 12                                        | 52° 21' 36" NB, 4° 52' 59" OL | 1991   | Meer afbeeldingen |
| Vrijstaande villa met bel-etage en twee verdiepingen                                                                                                  | Gebouw                    | 1925                               | J. de Bie Leuvelink Tjeenk                                    | Museumplein 4                                           | 52° 21' 30" NB, 4° 52' 54" OL | 3730   | Meer afbeeldingen |
| Directeur-dokterswoning bij het naastliggende ziekenhuis                                                                                              | Gebouw                    | 1908-1911                          | Jos Cuypers en Jan Stuyt                                      | Museumplein 9                                           | 52° 21' 26" NB, 4° 52' 59" OL | 351183 | Meer afbeeldingen |
| Vrijstaande villa | Woonhuis                  | 1910                               | Jan Stuyt                                                     | Museumplein 11                                          | 52° 21' 24" NB, 4° 52' 58" OL | 505864 | Meer afbeeldingen |
| Vrijstaande dubbelvilla | Woonhuis                  | 1910                               | J. London                                                     | Museumplein 13                                          | 52° 21' 24" NB, 4° 52' 57" OL | 505789 | Meer afbeeldingen |
| Vrijstaande dubbelvilla | Woonhuis                  | 1910                               | J. London                                                     | Museumplein 15                                          | 52° 21' 24" NB, 4° 52' 57" OL | 505795 | Meer afbeeldingen |
| Geheel vrijstaande villa in neo-renaissance stijl | Woonhuis                  | 1912                               | J.J. van Nieukerken, M.A. van Nieukerken en J. van Nieukerken | Museumplein 17                                          | 52° 21' 23" NB, 4° 52' 56" OL | 505858 | Meer afbeeldingen |
| Vrijstaande villa | Woonhuis                  | 1912                               | Th.G. Schill en D.H. Haverkamp                                | Museumplein 19                                          | 52° 21' 22" NB, 4° 52' 55" OL | 505834 | Meer afbeeldingen |
| Kantoor, bijna een eeuw in gebruik bij Boerhaave kliniek                                                                                              | Gebouw                    | 1908-1911                          | Jos Cuypers en Jan Stuyt                                      | Teniersstraat 1                                         | 52° 21' 25" NB, 4° 53' 1" OL  | 351191 | Meer afbeeldingen |
| Pand, deel uitmakend van een huizenblok | Gebouw                    | 1911                               | Michel de Klerk                                               | Nicolaas Maesstraat 32                                  | 52° 21' 20" NB, 4° 52' 60" OL | 3738   | Meer afbeeldingen |
| Pand, deel uitmakend van een huizenblok | Gebouw                    | 1911                               | Michel de Klerk                                               | Nicolaas Maesstraat 34                                  | 52° 21' 19" NB, 4° 52' 59" OL | 3739   | Meer afbeeldingen |
| De Dageraad, complex in 'Amsterdamse School' | Gebouw                    | 1918-1923                          | Michel de Klerk en Piet Kramer                                | Burgemeester Tellegenstraat 60                          | 52° 20' 58" NB, 4° 53' 52" OL | 37649  | Meer afbeeldingen |
| Olympisch Stadion | Sport en recreatie        | 1928                               | Jan Wils                                                      | Stadionplein 20                                         | 52° 20' 42" NB, 4° 51' 21" OL | 451749 | Meer afbeeldingen |
| Olympisch Stadion: Marathontoren | Sport en recreatie        | 1928                               | Jan Wils                                                      | Stadionplein 20                                         | 52° 20' 42" NB, 4° 51' 21" OL | 451750 | Meer afbeeldingen |
| Olympisch Stadion: Van Tuyllmonument | Sport en recreatie        | 1928                               | Jan Wils                                                      | Stadionplein 20                                         | 52° 20' 42" NB, 4° 51' 21" OL | 451751 | Meer afbeeldingen |
| Olympisch Stadion: Dubbele dienstwoning | Dienstwoning              | 1928                               | Jan Wils                                                      | Stadionplein 32-34                                      | 52° 20' 32" NB, 4° 51' 24" OL | 451753 | Meer afbeeldingen |
| Olympisch Stadion: Noordelijke dienstwoning | Dienstwoning              | 1928                               | Jan Wils                                                      | Stadionplein 18                                         | 52° 20' 43" NB, 4° 51' 22" OL | 451754 | Meer afbeeldingen |
| Olympisch Stadion: entreepartijen en afsluitmuren | Erfscheiding              | 1928                               | Jan Wils                                                      | Stadionplein bij 18                                     | 52° 20' 40" NB, 4° 51' 9" OL  | 451756 | Olympisch Stadion: entreepartijen en afsluitmuren |
| Laboratorium t.b.v. de nieuw opgerichte vierde faculteit van de Vrije Universiteit                                                                    | Gebouw                    | 1930-1933                          | B.T. Boeyinga                                                 | De Lairessestraat 176A                                  | 52° 21' 8" NB, 4° 51' 56" OL  | 462002 | Meer afbeeldingen |
| Eerste Openluchtschool voor het Gezonde Kind | Onderwijs en wetenschap   | 1930                               | Jan Duiker                                                    | Cliostraat 38                                           | 52° 20' 52" NB, 4° 52' 28" OL | 46504  | Meer afbeeldingen |
| Geheel vrijstaande villa onder met blauwe pannen gedekt dwarsgeplaatst zadeldak                                                                       | Woonhuis                  | 1925-1926                          | M.J. Granpré Molière, P. Verhagen en A.J.Th. Kok              | Oranje Nassaulaan 26                                    | 52° 21' 15" NB, 4° 51' 35" OL | 504619 | Meer afbeeldingen |
| Houten tuinhuis | Tuin, park en plantsoen   | 1926                               | M.J. Granpré Molière, P. Verhagen en A.J.Th. Kok              | Oranje Nassaulaan bij 26                                | 52° 21' 15" NB, 4° 51' 35" OL | 504625 | Upload foto |
| Villa | Woonhuis                  | 1899-1900                          | L. Beirer                                                     | Jacob Obrechtstraat 2                                   | 52° 21' 29" NB, 4° 52' 26" OL | 504634 | Meer afbeeldingen |
| Tuinhuis met markante kap | Tuin, park en plantsoen   | 1928                               | H.D. Tabak                                                    | Jacob Obrechtstraat bij 2                               | 52° 21' 29" NB, 4° 52' 25" OL | 504641 | Upload foto |
| Obrechtkerk | Kerk en kerkonderdeel     | 1905 (ontwerp) 1911 (ingewijd)     | Jos Cuypers en Jan Stuyt                                      | Jacob Obrechtstraat 28                                  | 52° 21' 21" NB, 4° 52' 31" OL | 332536 | Meer afbeeldingen |
| Atelierwoningen | Werk-woonhuis             | 1917                               | Jan van der Mey                                               | Jacob Obrechtstraat 57                                  | 52° 21' 16" NB, 4° 52' 39" OL | 505813 | Atelierwoningen |
| Het Amsterdams Lyceum | Onderwijs en wetenschap   | 1918-1920                          | H.A.J. en J. Baanders                                         | Valeriusplein 15                                        | 52° 21' 4" NB, 4° 51' 54" OL  | 504650 | Meer afbeeldingen |
| De Zonnewijzer | Dienstwoning              | 1919                               | H.A.J. en J. Baanders                                         | Valeriusplein 13                                        | 52° 21' 6" NB, 4° 51' 54" OL  | 504657 | De Zonnewijzer |
| Paardentramremise | Transport                 | 1883                               | Abraham Salm                                                  | Amstelveenseweg 134                                     | 52° 21' 16" NB, 4° 51' 19" OL | 504667 | Meer afbeeldingen |
| Stalgebouw Paardentramremise | Transport                 | 1883                               | Abraham Salm                                                  | Schinkelhavenstraat 27                                  | 52° 21' 15" NB, 4° 51' 15" OL | 504673 | Meer afbeeldingen |
| Smeedijzeren hekwerk | Erfscheiding              | 1925-1930                          | F. Jantzen (gedenksteen)                                      | Amstelveenseweg tegenover 4                             | 52° 21' 18" NB, 4° 51' 21" OL | 504846 | Meer afbeeldingen |
| Pastorie bij de Oud-Katholieke Kerk | Kerkelijke dienstwoning   |                                    |                                                               | Ruysdaelstraat 37                                       | 52° 21' 15" NB, 4° 53' 5" OL  | 504683 | Pastorie bij de Oud-Katholieke Kerk |
| Petrus en Paulus | Kerk en kerkonderdeel     | 1914 (ingebruikname)               | J.W.F. Hartkamp                                               | Ruysdaelstraat 39                                       | 52° 21' 15" NB, 4° 53' 7" OL  | 504689 | Meer afbeeldingen |
| Sacristie en leeringkamer bij de Oud-Katholieke Kerk                                                                                                  | Vanwege onderdelen kerk   |                                    |                                                               | Pieter Baststraat 3                                     | 52° 21' 14" NB, 4° 53' 4" OL  | 504695 | Sacristie en leeringkamer bij de Oud-Katholieke Kerk                                                                                                  |
| Vondelpark 1: Dienstwoning | Dienstwoning              | 1867                               | J.D. Zocher                                                   | Vondelpark 1                                            | 52° 21' 41" NB, 4° 52' 54" OL | 504736 | Meer afbeeldingen |
| Vondelpark: Vondelmonument | Gedenkteken               | 1867                               | P.J.H. Cuypers (sokkel)                                       | Vondelmonument in NO van Vondelpark                     | 52° 21' 36" NB, 4° 52' 26" OL | 504742 | Meer afbeeldingen |
| Voormalig gemaal en later parkopzichterswoning | Gebouw                    | ca. 1880                           | Willem Hamer jr.                                              | Vondelpark 4                                            | 52° 21' 32" NB, 4° 51' 57" OL | 504748 | Meer afbeeldingen |
| Vondelpark: Muziektent | Welzijn, kunst en cultuur | 1873                               | J.D. Zocher jr. en L.P. Zocher                                | Muziektent in NO van Vondelpark                         | 52° 21' 32" NB, 4° 52' 17" OL | 504754 | Meer afbeeldingen |
| Vondelpark: Het Blauwe Theehuis | Horeca                    | 1936                               | H.A.J. en J. Baanders                                         | Vondelpark 5                                            | 52° 21' 32" NB, 4° 52' 20" OL | 504760 | Meer afbeeldingen |
| Brug 453 | Brug                      |                                    |                                                               | Brug nr. 453 Mid-Westelijk in Vondelpark nabij Rosarium | 52° 21' 24" NB, 4° 51' 41" OL | 504814 | Meer afbeeldingen |
| Brug 455 | Brug                      |                                    |                                                               | Brug nr. 455 bij viersprong aan Noordzijde Vondelpark   | 52° 21' 24" NB, 4° 51' 41" OL | 504827 | Meer afbeeldingen |
| Toegangshek Vondelpark (Stadhouderskade) | Erfscheiding              | 1883                               | Alexander Linnemann                                           | Vondelpark bij Vondelpark 1                             | 52° 21' 37" NB, 4° 52' 38" OL | 504766 | Meer afbeeldingen |
| Groep van vijf smeedijzeren toegangshekken verspreid: Koninginneweg P.C. Hooftstraat Roemer Visscherstraat Vondelstraat bij 120 Vondelstraat bij 164  | Erfscheiding              |                                    |                                                               | Koninginneweg tegenover 1                               | 52° 21' 37" NB, 4° 52' 38" OL | 504772 | Meer afbeeldingen |
| Brug 450 | Brug                      |                                    | Christiaan Posthumus Meyjes sr.                               | Brug nr. 450 Mid-Oostelijk in Vondelpark                | 52° 21' 37" NB, 4° 52' 38" OL | 504808 | Meer afbeeldingen |
| Vondelpark | Rij- en Wandelpark        | 1864-1865                          | J.D. Zocher                                                   | Stadhouderskade / Amstelveenseweg                       | 52° 21' 37" NB, 4° 52' 38" OL | 504839 | Meer afbeeldingen |
| Bouwblok van 88 etagewoningen, gebouwd door Amsterdamsche Coöperatieve Onderwijzers Bouwvereeniging                                                   | Woonhuis                  | 1922                               | J.C. van Epen                                                 | Cornelis Krusemanstraat 27                              | 52° 21' 2" NB, 4° 51' 41" OL  | 504908 | Meer afbeeldingen |
| Bouwblok van 80 etagewoningen, gebouwd door Bouwvereeniging Rochdale, blok E fase 2                                                                   | Woonhuis                  | 1925-1926                          | J.C. van Epen                                                 | Bertelmanstraat 1                                       | 52° 20' 59" NB, 4° 51' 37" OL | 504924 | Bouwblok van 80 etagewoningen, gebouwd door Bouwvereeniging Rochdale, blok E fase 2                                                                   |
| Bouwblok van 96 etagewoningen, gebouwd door Bouwvereeniging Rochdale, blok f fase 1,                                                                  | Woonhuis                  | 1921                               | J.C. van Epen                                                 | Des Presstraat 7                                        | 52° 21' 1" NB, 4° 51' 37" OL  | 504959 | Meer afbeeldingen |
| Bouwblok van 184 etagewoningen, Bouwvereeniging Rochdale, blok a fase 1,                                                                              | Woonhuis                  | 1921                               | J.C. van Epen                                                 | Cornelis Krusemanstraat 57                              | 52° 21' 1" NB, 4° 51' 35" OL  | 504969 | Bouwblok van 184 etagewoningen, Bouwvereeniging Rochdale, blok a fase 1,                                                                              |
| Bouwblok van 53 etagewoningen, blok D voor de Algemene Woningbouw Vereniging                                                                          | Woonhuis                  | 1920                               | J.C. van Epen                                                 | Willaertstraat 35                                       | 52° 20' 54" NB, 4° 51' 32" OL | 504988 | Bouwblok van 53 etagewoningen, blok D voor de Algemene Woningbouw Vereniging                                                                          |
| Bouwblok van 100 etagewoningen, blok B voor de Algemene Woningbouw Vereniging                                                                         | Woonhuis                  | 1922                               | J.C. van Epen                                                 | Willaertstraat 1                                        | 52° 20' 55" NB, 4° 51' 29" OL | 505031 | Meer afbeeldingen |
| Bouwblok van 135 etagewoningen, blok C voor de Algemene Woningbouw Vereniging                                                                         | Woonhuis                  | 1922                               | J.C. van Epen                                                 | Willaertstraat 2                                        | 52° 20' 54" NB, 4° 51' 30" OL | 505078 | Meer afbeeldingen |
| Hoekvilla | Woonhuis                  |                                    |                                                               | Teniersstraat 6                                         | 52° 21' 24" NB, 4° 53' 3" OL  | 505114 | Meer afbeeldingen |
| Herenhuis van het complex Teniersstraat 6 / Johannes Vermeerstraat 35-45                                                                              | Woonhuis                  | 1911-1912                          |                                                               | Johannes Vermeerstraat 37                               | 52° 21' 23" NB, 4° 53' 3" OL  | 505123 | Herenhuis van het complex Teniersstraat 6 / Johannes Vermeerstraat 35-45                                                                              |
| Herenhuis van het complex Teniersstraat 6 / Johannes Vermeerstraat 35-45                                                                              | Woonhuis                  | 1911-1912                          |                                                               | Johannes Vermeerstraat 39A                              | 52° 21' 23" NB, 4° 53' 3" OL  | 505131 | Herenhuis van het complex Teniersstraat 6 / Johannes Vermeerstraat 35-45                                                                              |
| Herenhuis van het complex Teniersstraat 6 / Johannes Vermeerstraat 35-45                                                                              | Woonhuis                  | 1911-1912                          |                                                               | Johannes Vermeerstraat 41                               | 52° 21' 23" NB, 4° 53' 3" OL  | 505137 | Herenhuis van het complex Teniersstraat 6 / Johannes Vermeerstraat 35-45                                                                              |
| Herenhuis van het complex Teniersstraat 6 / Johannes Vermeerstraat 35-45                                                                              | Woonhuis                  | 1911-1912                          |                                                               | Johannes Vermeerstraat 43                               | 52° 21' 23" NB, 4° 53' 3" OL  | 505144 | Herenhuis van het complex Teniersstraat 6 / Johannes Vermeerstraat 35-45                                                                              |
| Herenhuis van het complex Teniersstraat 6 / Johannes Vermeerstraat 35-45                                                                              | Woonhuis                  | 1911-1912                          |                                                               | Johannes Vermeerstraat 45                               | 52° 21' 22" NB, 4° 53' 3" OL  | 505152 | Herenhuis van het complex Teniersstraat 6 / Johannes Vermeerstraat 35-45                                                                              |
| Rechterpand van een in donker baksteen uitgevoerde reeks van drie winkelwoonhuizen                                                                    | Werk-woonhuis             |                                    |                                                               | Hobbemastraat 4                                         | 52° 21' 40" NB, 4° 52' 57" OL | 505164 | Meer afbeeldingen |
| Middelste pand van een in donker baksteen uitgevoerde reeks van winkelwoonhuizen                                                                      | Werk-woonhuis             |                                    |                                                               | Hobbemastraat 6                                         | 52° 21' 40" NB, 4° 52' 57" OL | 505171 | Meer afbeeldingen |
| Linkerpand van een reeks van drie in donker baksteen uitgevoerde winkelwoonhuizen                                                                     | Werk-woonhuis             |                                    |                                                               | Hobbemastraat 8                                         | 52° 21' 40" NB, 4° 52' 57" OL | 505179 | Meer afbeeldingen |
| Villa in 'Amsterdamse School' | Woonhuis                  | 1919                               | G. de Wilde                                                   | Sophialaan 1                                            | 52° 21' 13" NB, 4° 51' 36" OL | 505187 | Villa in 'Amsterdamse School' |
| Villa | Woonhuis                  | ca. 1885                           |                                                               | Koningslaan 2                                           | 52° 21' 19" NB, 4° 52' 3" OL  | 505205 | Meer afbeeldingen |
| Quisisana | Woonhuis                  | 1889                               | Abraham Salm (waarschijnlijk)                                 | Koningslaan 4                                           | 52° 21' 17" NB, 4° 51' 59" OL | 505193 | Meer afbeeldingen |
| Villa Rosa | Woonhuis                  | 1912-1913                          | A. Jacot                                                      | Koningslaan 12                                          | 52° 21' 17" NB, 4° 51' 57" OL | 505199 | Meer afbeeldingen |
| Huis | Gebouw                    | 1904                               | K.P.C. de Bazel                                               | Koningslaan 14                                          | 52° 21' 17" NB, 4° 51' 56" OL | 3098   | Meer afbeeldingen |
| Huis | Gebouw                    | 1904                               | K.P.C. de Bazel                                               | Koningslaan 16                                          | 52° 21' 18" NB, 4° 51' 56" OL | 3099   | Meer afbeeldingen |
| Willemsbrug (brug 454) | Brug                      |                                    |                                                               | Koningslaan bij 52                                      | 52° 21' 20" NB, 4° 51' 43" OL | 504820 | Meer afbeeldingen |
| Rechterdeel van een dubbele villa | Woonhuis                  | 1911-1912                          | J.F. Staal                                                    | Koningslaan 54A                                         | 52° 21' 19" NB, 4° 51' 42" OL | 505386 | Rechterdeel van een dubbele villa |
| Linkerdeel van een dubbele villa | Woonhuis                  | 1911-1912                          | J.F. Staal                                                    | Koningslaan 56                                          | 52° 21' 19" NB, 4° 51' 41" OL | 505301 | Linkerdeel van een dubbele villa |
| Villa in historische stijl | Woonhuis                  | 1913                               | Th. Groenendijk en Th.J. Lammers                              | Prins Hendriklaan 1                                     | 52° 21' 16" NB, 4° 51' 56" OL | 505212 | Meer afbeeldingen |
| Tuinhuis | Tuin, park en plantsoen   | 1925                               |                                                               | Oranje Nassaulaan bij 10                                | 52° 21' 17" NB, 4° 51' 42" OL | 505220 | Upload foto |
| Dubbele villa | Woonhuis                  | 1909 en later                      | F.L. Janssen                                                  | Saxen-Weimarlaan 39                                     | 52° 21' 9" NB, 4° 51' 27" OL  | 505230 | Dubbele villa |
| Huize Koningsvijver | Woonhuis                  | 1924                               | G.J. Rutgers                                                  | Koninginneweg 8H                                        | 52° 21' 20" NB, 4° 52' 3" OL  | 505243 | Huize Koningsvijver |
| Linker woonhuis van een reeks van drie geschakelde herenhuizen onder één kap                                                                          | Woonhuis                  | 1912                               | J.F. Staal                                                    | Prins Hendriklaan 15                                    | 52° 21' 15" NB, 4° 51' 52" OL | 505278 | Linker woonhuis van een reeks van drie geschakelde herenhuizen onder één kap                                                                          |
| Centraal woonhuis van een reeks van drie geschakelde herenhuizen onder één kap                                                                        | Woonhuis                  | 1912                               | J.F. Staal                                                    | Prins Hendriklaan 17                                    | 52° 21' 15" NB, 4° 51' 52" OL | 505287 | Centraal woonhuis van een reeks van drie geschakelde herenhuizen onder één kap                                                                        |
| Rechter woonhuis van een reeks van drie geschakelde herenhuizen onder één kap                                                                         | Woonhuis                  | 1912                               | J.F. Staal                                                    | Prins Hendriklaan 19                                    | 52° 21' 15" NB, 4° 51' 51" OL | 505294 | Rechter woonhuis van een reeks van drie geschakelde herenhuizen onder één kap                                                                         |
| Half vrijstaande villa met bijbehorend tuinhek | Woonhuis                  | 1907                               | H. Hagemeijer                                                 | Koninginneweg 18                                        | 52° 21' 17" NB, 4° 52' 4" OL  | 505310 | Meer afbeeldingen |
| Fontainehofje | Sociale zorg, liefdadigh. | 1912-1913                          | Gebr. Van Gendt ALzn.                                         | Valeriusstraat 198                                      | 52° 21' 9" NB, 4° 51' 44" OL  | 505366 | Fontainehofje |
| Huize De Windroos | Woonhuis                  | 1921                               | Piet Kramer                                                   | Okeghemstraat 25                                        | 52° 21' 6" NB, 4° 51' 47" OL  | 505372 | Huize De Windroos |
| School voor Uitgebreid Lager Onderwijs (ULO) | Onderwijs en wetenschap   | 1920                               | Dienst der Publieke Werken                                    | Cornelis Krusemanstraat 10                              | 52° 21' 6" NB, 4° 51' 48" OL  | 505380 | Meer afbeeldingen |
| Physiologisch laboratorium | Onderwijs en wetenschap   | 1916                               | Groenendijk & Th.J. Lammers                                   | Valeriusplein 11                                        | 52° 21' 7" NB, 4° 51' 54" OL  | 505394 | Meer afbeeldingen |
| Conciergewoning | Dienstwoning              | 1925-1926                          | Piet Kramer                                                   | Heinzestraat 13                                         | 52° 21' 9" NB, 4° 52' 36" OL  | 505402 | Conciergewoning |
| Geschakelde woning | Woonhuis                  | 1921-1922                          | Piet Kramer                                                   | Heinzestraat 15                                         | 52° 21' 9" NB, 4° 52' 35" OL  | 505408 | Geschakelde woning |
| Geschakelde woning | Woonhuis                  | 1921-1922                          | Piet Kramer                                                   | Heinzestraat 17                                         | 52° 21' 9" NB, 4° 52' 35" OL  | 505417 | Geschakelde woning |
| Geschakelde woning | Woonhuis                  | 1921-1922                          | Piet Kramer                                                   | Heinzestraat 19                                         | 52° 21' 9" NB, 4° 52' 34" OL  | 505427 | Geschakelde woning |
| Geschakelde woning | Woonhuis                  | 1921-1922                          | Piet Kramer                                                   | Heinzestraat 21                                         | 52° 21' 10" NB, 4° 52' 34" OL | 505435 | Geschakelde woning |
| Geschakelde woning | Woonhuis                  | 1921-1922                          | Piet Kramer                                                   | Heinzestraat 23                                         | 52° 21' 10" NB, 4° 52' 34" OL | 505443 | Geschakelde woning |
| Rechterdeel vrijstaande symmetrische dubbele woonvilla                                                                                                | Woonhuis                  | 1899-1900                          | L. Beirer                                                     | Van Eeghenstraat 62                                     | 52° 21' 28" NB, 4° 52' 26" OL | 505451 | Rechterdeel vrijstaande symmetrische dubbele woonvilla                                                                                                |
| Linkerdeel van een vrijstaande symmetrische dubbele woonvilla                                                                                         | Woonhuis                  | 1899-1900                          | L. Beirer                                                     | Van Eeghenstraat 64                                     | 52° 21' 28" NB, 4° 52' 26" OL | 505458 | Meer afbeeldingen |
| Rechterdeel van een dubbelvilla | Woonhuis                  | 1900-1901                          | J. Herman                                                     | Van Eeghenstraat 66                                     | 52° 21' 28" NB, 4° 52' 25" OL | 505316 | Meer afbeeldingen |
| Linkerdeel van een dubbelvilla | Woonhuis                  | 1900-1901                          | J. Herman                                                     | Van Eeghenstraat 68                                     | 52° 21' 28" NB, 4° 52' 24" OL | 505324 | Linkerdeel van een dubbelvilla |
| Dubbele villa | Woonhuis                  | 1901-1902                          | E. van der Eijk & De Waal                                     | Van Eeghenstraat 80                                     | 52° 21' 26" NB, 4° 52' 17" OL | 505265 | Dubbele villa |
| Dubbele villa | Woonhuis                  | 1899-1900                          | E. van der Eijk & De Waal                                     | Van Eeghenstraat 82                                     | 52° 21' 26" NB, 4° 52' 17" OL | 505272 | Dubbele villa |
| Vrijstaande villa | Woonhuis                  | 1901-1902                          | Eduard Cuypers                                                | Van Eeghenstraat 92                                     | 52° 21' 25" NB, 4° 52' 13" OL | 505256 | Vrijstaande villa |
| Villa | Woonhuis                  | 1893                               | C.A. Alizis Wübbe                                             | Van Eeghenstraat 57                                     | 52° 21' 27" NB, 4° 52' 28" OL | 505623 | Meer afbeeldingen |
| Smeedijzeren toegangshek met vier doorgangen | Erfscheiding              |                                    |                                                               | Van Eeghenstraat tegenover 89                           | 52° 21' 27" NB, 4° 52' 19" OL | 504790 | Meer afbeeldingen |
| Vrijstaande villa | Woonhuis                  | 1917-1918                          | Groenendijk & Lammers                                         | Oranje Nassaulaan 63                                    | 52° 21' 14" NB, 4° 51' 32" OL | 505479 | Vrijstaande villa |
| Vrijstaande villa | Woonhuis                  | 1925                               | G.J. Rutgers                                                  | Valeriusplein 42                                        | 52° 21' 5" NB, 4° 51' 52" OL  | 505490 | Vrijstaande villa |
| Scheepvaartkundig museum | Welzijn, kunst en cultuur | 1917-1920                          | G.F. La Croix                                                 | Cornelis Schuytstraat 57                                | 52° 21' 13" NB, 4° 52' 22" OL | 505472 | Meer afbeeldingen |
| Vier geschakelde eengezinswoningen met houten tuinhek                                                                                                 | Woonhuis                  | 1923-1924                          | G.J. Rutgers                                                  | Cornelis Schuytstraat 67                                | 52° 21' 10" NB, 4° 52' 24" OL | 505534 | Vier geschakelde eengezinswoningen met houten tuinhek                                                                                                 |
| Vier geschakelde eengezinswoningen | Woonhuis                  | 1923-1924                          | G.J. Rutgers                                                  | Cornelis Schuytstraat 69                                | 52° 21' 10" NB, 4° 52' 24" OL | 505541 | Vier geschakelde eengezinswoningen |
| In oranje-rode baksteen opgetrokken dubbele villa met drie bouwlagen                                                                                  | Woonhuis                  | ca. 1865-1870                      | F.A. Warners                                                  | Cornelis Schuytstraat 72                                | 52° 21' 11" NB, 4° 52' 21" OL | 504704 | In oranje-rode baksteen opgetrokken dubbele villa met drie bouwlagen                                                                                  |
| Garage in rode baksteen op rechthoekig grondplan en gedekt door een plat dak                                                                          | Opslag                    |                                    |                                                               | Cornelis Schuytstraat bij 72                            | 52° 21' 10" NB, 4° 52' 21" OL | 504717 | Garage in rode baksteen op rechthoekig grondplan en gedekt door een plat dak                                                                          |
| Boothuis en tuinhuis | Opslag                    |                                    |                                                               | Cornelis Schuytstraat bij 74                            | 52° 21' 9" NB, 4° 52' 22" OL  | 504725 | Boothuis en tuinhuis |
| Geschakelde eengezinswoningen | Woonhuis                  | 1923, circa                        | G.J. Rutgers                                                  | Hacquartstraat 30                                       | 52° 21' 10" NB, 4° 52' 25" OL | 505550 | Geschakelde eengezinswoningen |
| Geschakelde eengezinswoningen | Woonhuis                  | 1923, circa                        | G.J. Rutgers                                                  | Hacquartstraat 32                                       | 52° 21' 10" NB, 4° 52' 24" OL | 505560 | Geschakelde eengezinswoningen |
| Geschakelde eengezinswoning | Woonhuis                  | 1917                               | G.F. La Croix                                                 | J.J. Viottastraat 34                                    | 52° 21' 11" NB, 4° 52' 20" OL | 505567 | Geschakelde eengezinswoning |
| Dubbele villa | Woonhuis                  | 1925-1926                          | F.A. Warners                                                  | J.J. Viottastraat 33                                    | 52° 21' 10" NB, 4° 52' 19" OL | 505607 | Dubbele villa |
| Linkerdeel van een dubbele villa | Woonhuis                  | 1925-1926                          | F.A. Warners                                                  | J.J. Viottastraat 37                                    | 52° 21' 10" NB, 4° 52' 18" OL | 505513 | Linkerdeel van een dubbele villa |
| Rechterdeel van een dubbele woonvilla | Woonhuis                  | 1925-1926                          | F.A. Warners                                                  | J.J. Viottastraat 39                                    | 52° 21' 10" NB, 4° 52' 18" OL | 505526 | Rechterdeel van een dubbele woonvilla |
| Op een L-vormige plattegrond op de hoek van Cornelis Schuytstraat en                                                                                  | Woonhuis                  | 1917                               |                                                               | Cornelis Schuytstraat 62                                | 52° 21' 12" NB, 4° 52' 20" OL | 505575 | Op een L-vormige plattegrond op de hoek van Cornelis Schuytstraat en                                                                                  |
| Vrijstaande villa | Woonhuis                  | 1918-1919                          | H. Elte Phzn en G.F. Mastenbroek                              | Cornelis Schuytstraat 65                                | 52° 21' 11" NB, 4° 52' 23" OL | 505599 | Vrijstaande villa |
| Huize Lydia | Sociale zorg, liefdadigh. | 1922-1927                          | J. Boterenbrood                                               | Roelof Hartplein 2a-y                                   | 52° 21' 11" NB, 4° 52' 52" OL | 505630 | Meer afbeeldingen |
| Gemaal | Gemaal                    | 1875, circa                        | Willem Hamer jr. ?                                            | Amstelveenseweg 115                                     | 52° 21' 7" NB, 4° 51' 24" OL  | 505638 | Gemaal |
| Paardentramremise met bovenwoning | Transport                 | 1893                               | A.L. van Gendt                                                | Koninginneweg 29                                        | 52° 21' 17" NB, 4° 52' 5" OL  | 505644 | Meer afbeeldingen |
| Raw Aron Schuster Synagoge | Kerk en kerkonderdeel     | 1927-1928                          | H. Elte Phzn. i.s.m. C. van der Wilk                          | Heinzestraat 1                                          | 52° 21' 10" NB, 4° 52' 38" OL | 505651 | Meer afbeeldingen |
| Villa | Woonhuis                  | 1912                               | K.P.C. de Bazel                                               | Johannes Vermeerstraat 14                               | 52° 21' 24" NB, 4° 53' 1" OL  | 505657 | Meer afbeeldingen |
| Dreesmannhuis | Woonhuis                  | 1911-1912                          |                                                               | Johannes Vermeerstraat 2                                | 52° 21' 28" NB, 4° 53' 2" OL  | 505664 | Meer afbeeldingen |
| Complex etagewoningen | Woonhuis                  | 1922-1924                          | J.F. Staal                                                    | Bronckhorststraat 11                                    | 52° 21' 10" NB, 4° 52' 51" OL | 505677 | Meer afbeeldingen |
| Remise met bovenwoningen | Werk-woonhuis             | 1911-1912                          | J.F. van Straaten                                             | Hendrik Jacobszstraat 9                                 | 52° 21' 7" NB, 4° 51' 40" OL  | 505686 | Meer afbeeldingen |
| Villa Reens | Woonhuis                  | 1912-1913                          | H. Elte Phzn                                                  | Honthorststraat 3                                       | 52° 21' 35" NB, 4° 52' 55" OL | 505727 | Meer afbeeldingen |
| Linkerdeel van vrijstaande dubbelvilla | Woonhuis                  | 1902                               | E. Breman                                                     | Honthorststraat 5                                       | 52° 21' 34" NB, 4° 52' 55" OL | 505699 | Meer afbeeldingen |
| Rechterdeel van vrijstaande dubbelvilla | Woonhuis                  | 1902                               | E. Breman                                                     | Honthorststraat 7                                       | 52° 21' 34" NB, 4° 52' 55" OL | 505706 | Meer afbeeldingen |
| Villa Roelvink | Woonhuis                  | 1899                               | Dolf van Gendt en zonen                                       | Honthorststraat 9                                       | 52° 21' 34" NB, 4° 52' 56" OL | 505670 | Meer afbeeldingen |
| Vrijstaande villa | Woonhuis                  | 1904-06                            | Eduard Cuypers                                                | Honthorststraat 20                                      | 52° 21' 31" NB, 4° 52' 55" OL | 1992   | Meer afbeeldingen |
| Vrijstaande villa | Woonhuis                  | 1907                               | Gerrit Jan Venemans                                           | Honthorststraat 22                                      | 52° 21' 28" NB, 4° 53' 1" OL  | 505783 | Meer afbeeldingen |
| Brandweerkazerne | Overheidsgebouw           | 1897                               | Hendrik Leguyt                                                | Honthorststraat 25                                      | 52° 21' 28" NB, 4° 53' 9" OL  | 1994   | Meer afbeeldingen |
| Rechterdeel van vrijstaande dubbelvilla | Woonhuis                  | 1902                               | Evert Breman                                                  | Hobbemastraat 14                                        | 52° 21' 35" NB, 4° 52' 59" OL | 505713 | Meer afbeeldingen |
| Linkerdeel van vrijstaande dubbelvilla | Woonhuis                  | 1902                               | E. Breman                                                     | Hobbemastraat 16                                        | 52° 21' 35" NB, 4° 52' 59" OL | 505720 | Meer afbeeldingen |
| Vrijstaande villa in overgangsarchitectuur | Woonhuis                  | 1902-1903                          | L. Beirer                                                     | Paulus Potterstraat 8                                   | 52° 21' 34" NB, 4° 52' 57" OL | 505735 | Meer afbeeldingen |
| Vrijstaande villa | Woonhuis                  | 1897                               | E.M. Rood                                                     | Paulus Potterstraat 4                                   | 52° 21' 34" NB, 4° 52' 59" OL | 505741 | Meer afbeeldingen |
| Villa | Woonhuis                  | 1897                               | C.B. Posthumus Meyjes                                         | Paulus Potterstraat 2                                   | 52° 21' 35" NB, 4° 52' 59" OL | 505748 | Meer afbeeldingen |
| Hoekvilla met beeldhouwers atelier | Werk-woonhuis             | 1912-1913                          | J.H.W. Leliman                                                | Teniersstraat 8                                         | 52° 21' 24" NB, 4° 53' 5" OL  | 505755 | Meer afbeeldingen |
| Geheel vrijgelegen villa | Woonhuis                  | 1902-1903                          | Abraham Salm                                                  | Paulus Potterstraat 6                                   | 52° 21' 34" NB, 4° 52' 58" OL | 505763 | Meer afbeeldingen |
| Linkerdeel van een dubbele geheel vrijstaande villa, landelijk bekend geworden als kraakpand Lucky Luyk                                               | Woonhuis                  | 1908-1909                          | J.P.F. van Rossem en W.J.Vuyk                                 | Jan Luijkenstraat 3A                                    | 52° 21' 36" NB, 4° 52' 58" OL | 505807 | Meer afbeeldingen |
| Rechterdeel van een in dubbele geheel vrijstaande villa                                                                                               | Woonhuis                  | 1908-1909                          | J.P.F. van Rossem en W.J.Vuyk                                 | Jan Luijkenstraat 5                                     | 52° 21' 36" NB, 4° 52' 57" OL | 505801 | Meer afbeeldingen |
| Linkerdeel van een geheel vrijstaande dubbele villa                                                                                                   | Woonhuis                  | 1911-1912                          |                                                               | Jan Luijkenstraat 7                                     | 52° 21' 35" NB, 4° 52' 56" OL | 505777 | Meer afbeeldingen |
| Rechterdeel van een vrijstaande dubbele villa | Woonhuis                  | 1911-1912                          | Van Dijk en Nagelvoort                                        | Jan Luijkenstraat 9                                     | 52° 21' 35" NB, 4° 52' 56" OL | 505770 | Meer afbeeldingen |
| Hoekpand (dubbelpand) met twee verdiepingen onder een samenstel van dwarsgeplaatste zadeldaken met licht overstek                                     | Gebouw                    | 1898-99                            | Eduard Cuypers                                                | Jan Luijkenstraat 2                                     | 52° 21' 39" NB, 4° 53' 4" OL  | 2026   | Meer afbeeldingen |
| Stedelijk Museum | Welzijn, kunst en cultuur | 1895                               | A.W. Weissman                                                 | Paulus Potterstraat 13                                  | 52° 21' 30" NB, 4° 52' 47" OL | 505840 | Meer afbeeldingen |
| Toiletgebouwen | Straatmeubilair           | 1922                               | Jan de Meijer                                                 | Valeriusplein 7-8                                       | 52° 21' 9" NB, 4° 51' 51" OL  | 505846 | Meer afbeeldingen |
| Monument voor koningin Emma | Gedenkteken               | 1938                               | Lambertus Zijl                                                | Emmaplein tegenover 5                                   | 52° 21' 14" NB, 4° 51' 47" OL | 505852 | Meer afbeeldingen |
| Rechterdeel van dubbele villa | Woonhuis                  | ca. 1885                           |                                                               | Stadhouderskade 40                                      | 52° 21' 40" NB, 4° 53' 3" OL  | 505870 | Meer afbeeldingen |
| Linkerdeel van dubbele villa | Woonhuis                  | ca. 1885                           |                                                               | Stadhouderskade 41A                                     | 52° 21' 39" NB, 4° 53' 4" OL  | 505876 | Meer afbeeldingen |
| Westhove | Woonhuis                  | 1920-1923                          |                                                               | De Lairessestraat 163                                   | 52° 21' 7" NB, 4° 51' 57" OL  | 505891 | Meer afbeeldingen |
| Velox / Zuiderbad | Sport en recreatie        | 1897                               | Jonas Ingenohl                                                | Hobbemastraat 26                                        | 52° 21' 31" NB, 4° 53' 10" OL | 505901 | Meer afbeeldingen |
| Sint-Agneskerk | Kerk en kerkonderdeel     | 1919-1931                          | Jan Stuyt                                                     | Amstelveenseweg 163                                     | 52° 21' 1" NB, 4° 51' 28" OL  | 505910 | Meer afbeeldingen |
| Woningblok van twaalf herenhuizen | Woonhuis                  | 1921-1924                          | F.A. Warners                                                  | Hacquartstraat 6                                        | 52° 21' 11" NB, 4° 52' 28" OL | 505917 | Meer afbeeldingen |
| Woonblok met vijftien geschakelde herenhuizen | Woonhuis                  | 1879                               | I. Gosschalk                                                  | Vossiusstraat 2                                         | 52° 21' 41" NB, 4° 52' 55" OL | 505971 | Meer afbeeldingen |
| Herenhuizen | Woonhuis                  | 1923-1925                          | G.J. Rutgers                                                  | Hacquartstraat 19                                       | 52° 21' 10" NB, 4° 52' 26" OL | 506018 | Meer afbeeldingen |
| Complex met een- en tweegezinswoningen | Woonhuis                  | 1919-1921                          | H.L. de Jong                                                  | De Lairessestraat 142-172, Lassusstraat 9A-D            | 52° 21' 10" NB, 4° 52' 5" OL  | 506105 | Complex met een- en tweegezinswoningen |
| Montessorischool | Onderwijs en wetenschap   | 1934-1935                          | W. van Tijen, Mart Stam, Lotte Stam-Beese                     | Albrecht Dürerstraat 36                                 | 52° 20' 55" NB, 4° 52' 33" OL | 512946 | Meer afbeeldingen |
| Gymnastieklokaal, onderdeel van complex Montessorischool                                                                                              | Sport en recreatie        | 1934-1935                          | W. van Tijen                                                  | Albrecht Dürerstraat bij 36                             | 52° 20' 55" NB, 4° 52' 33" OL | 512947 | Meer afbeeldingen |
| Amstelrust: hoofdgebouw | Kasteel, buitenplaats     | 1724                               |                                                               | Amsteldijk 319                                          | 52° 19' 49" NB, 4° 53' 52" OL | 515154 | Meer afbeeldingen |
| Amstelrust: historische tuin- en parkaanleg | Tuin, park en plantsoen   | 1913                               |                                                               | Amsteldijk bij 319                                      | 52° 19' 51" NB, 4° 53' 33" OL | 515155 | Meer afbeeldingen |
| Amstelrust: koetshuis | Bijgebouwen kastelen enz. | 18e eeuw                           |                                                               | Amsteldijk 320                                          | 52° 19' 49" NB, 4° 53' 50" OL | 515156 | Meer afbeeldingen |
| Amstelrust: toegangshek op brug | Tuin, park en plantsoen   | 1750                               |                                                               | Amsteldijk bij 319                                      | 52° 19' 56" NB, 4° 53' 45" OL | 515157 | Meer afbeeldingen |
| Dubbel woonhuis | Woonhuis                  | 1896                               |                                                               | Willemsparkweg 217                                      | 52° 21' 19" NB, 4° 52' 7" OL  | 520131 | Meer afbeeldingen |
| Herberg 'De Bonte Os' of Aalsmeerder Veerhuis | Transport                 | 1634                               |                                                               | Sloterkade 21                                           | 52° 21' 25" NB, 4° 51' 14" OL | 5495   | Meer afbeeldingen |
| Rijksmuseum | Welzijn, kunst en cultuur | 1885                               | P.J.H. Cuypers                                                | Stadhouderskade 42                                      | 52° 21' 36" NB, 4° 53' 6" OL  | 5680   | Meer afbeeldingen |
| Museumtuin met hekwerken en bouwfragmenten | Welzijn, kunst en cultuur | 1884-1916                          | P.J.H. Cuypers                                                | Stadhouderskade 42                                      | 52° 21' 36" NB, 4° 53' 6" OL  | 530421 | Meer afbeeldingen |
| Directeursvilla Rijksmuseum | Woonhuis                  | 1883                               | P.J.H. Cuypers                                                | Hobbemastraat 21                                        | 52° 21' 33" NB, 4° 53' 8" OL  | 530422 | Meer afbeeldingen |
| Teekenschool Rijksmuseum | School                    | 1891                               | P.J.H. Cuypers                                                | Hobbemastraat 25                                        | 52° 21' 33" NB, 4° 53' 10" OL | 530423 | Meer afbeeldingen |
| Uit twee rechthoekige blokken samengesteld complex | Gebouw                    | 1929                               | L.C. van der Vlug                                             | Tolstraat 154                                           | 52° 21' 9" NB, 4° 54' 21" OL  | 5736   | Meer afbeeldingen |
| Voormalige vergaderzaal van de Theosofische Vereniging                                                                                                | Gebouw                    |                                    | L.C. van der Vlugt                                            | Tolstraat 160                                           | 52° 21' 9" NB, 4° 54' 22" OL  | 5737   | Meer afbeeldingen |
| Riekermolen | Industrie- en poldermolen | 1636                               |                                                               | De Borcht 10                                            | 52° 19' 27" NB, 4° 53' 38" OL | 685    | Meer afbeeldingen |
| Groep van drie etagewoonhuizen (Huis met de Kabouters)                                                                                                | Gebouw                    | 1884                               | A.C. Boerma                                                   | Ceintuurbaan 251                                        | 52° 21' 21" NB, 4° 54' 15" OL | 851    | Meer afbeeldingen |
| Woonhuizen | Woonhuis                  | 1921-1922                          | Michel de Klerk                                               | Kromme-Mijdrechtstraat 2                                | 52° 20' 50" NB, 4° 54' 28" OL | 3731   | Woonhuizen |
| Woonhuizen | Woonhuis                  | 1921-1922                          | Michel de Klerk                                               | Vrijheidslaan 10                                        | 52° 20' 50" NB, 4° 54' 37" OL | 6164   | Woonhuizen |
| Woonhuizen | Woonhuis                  | 1921-1922                          | Michel de Klerk                                               | Vrijheidslaan 20                                        | 52° 20' 50" NB, 4° 54' 35" OL | 6165   | Woonhuizen |
| Woonhuizen | Woonhuis                  | 1921-1922                          | Michel de Klerk                                               | Vrijheidslaan 24                                        | 52° 20' 50" NB, 4° 54' 34" OL | 6166   | Woonhuizen |
| Woonhuizen | Woonhuis                  | 1921-1922                          | Michel de Klerk                                               | Vrijheidslaan 28                                        | 52° 20' 50" NB, 4° 54' 33" OL | 6167   | Woonhuizen |
| Woonhuizen | Woonhuis                  | 1921-1922                          | Michel de Klerk                                               | Vrijheidslaan 40                                        | 52° 20' 49" NB, 4° 54' 31" OL | 6168   | Meer afbeeldingen |
| Woonhuizen | Woonhuis                  | 1921-1922                          | Michel de Klerk                                               | Vrijheidslaan 44                                        | 52° 20' 49" NB, 4° 54' 30" OL | 6169   | Meer afbeeldingen |
| Woonhuizen | Woonhuis                  | 1921-1922                          | Michel de Klerk                                               | Vrijheidslaan 50                                        | 52° 20' 49" NB, 4° 54' 28" OL | 6170   | Woonhuizen |
| Atelierwoningen Zomerdijkstraat | Werk-woonhuis             | 1934                               | Piet Zanstra, J.W.L. Giesen en K.L. Sijmons                   | Zomerdijkstraat 2                                       | 52° 20' 33" NB, 4° 54' 17" OL | 335836 | Meer afbeeldingen |
| Lekstraatsynagoge | Kerk en kerkonderdeel     | 1936-1937                          | A. Elzas                                                      | Lekstraat 63                                            | 52° 20' 39" NB, 4° 54' 11" OL | 526707 | Meer afbeeldingen |
| Remise Lekstraat | Transport                 | 1930                               | Dienst der Publieke Werken                                    | Kromme-Mijdrechtstraat 25                               | 52° 20' 44" NB, 4° 54' 38" OL | 526708 | Meer afbeeldingen |
| Onderstation van het GEB | Nutsbedrijf               | 1924                               | Dienst der Publieke Werken                                    | Borssenburgplein 1A                                     | 52° 20' 57" NB, 4° 54' 27" OL | 526709 | Meer afbeeldingen |
| Dongeschool | Onderwijs en wetenschap   | 1926-1928                          | N. Lansdorp                                                   | Dintelstraat 5                                          | 52° 20' 44" NB, 4° 53' 36" OL | 526710 | Meer afbeeldingen |
| Grafmonument van de familie Wiegman-Dobbelmann | Begraafplaats en -onderdl | 1905                               | Eduard Cuypers                                                | Fred. Roeskestraat 103                                  | 52° 20' 27" NB, 4° 51' 42" OL | 527754 | Meer afbeeldingen |
| Bouwblok bestaande uit zeven geschakelde eenheden | Woonhuis                  | 1928-1929                          | J. Roodenburg                                                 | Minervalaan 39                                          | 52° 20' 53" NB, 4° 52' 21" OL | 527776 | Meer afbeeldingen |
| Bouwblok bestaande uit zeven geschakelde eenheden, met in totaal 28 woningen                                                                          | Woonhuis                  | 1928-1929                          | J. Roodenburg                                                 | Minervalaan 40                                          | 52° 20' 52" NB, 4° 52' 19" OL | 527777 | Bouwblok bestaande uit zeven geschakelde eenheden, met in totaal 28 woningen                                                                          |
| Schoolgebouw op een onregelmatig U-vormig grondplan                                                                                                   | Onderwijs en wetenschap   | 1894                               |                                                               | Roelof Hartstraat 1                                     | 52° 21' 10" NB, 4° 53' 2" OL  | 527768 | Meer afbeeldingen |
| Gymnastieklokaal | Sport en recreatie        | 1902                               |                                                               | Roelof Hartstraat 1                                     | 52° 21' 9" NB, 4° 53' 4" OL   | 527769 | Meer afbeeldingen |
| Conciërgewoning | Dienstwoning              | 1908                               |                                                               | Balthasar Floriszstraat 2                               | 52° 21' 11" NB, 4° 53' 3" OL  | 527770 | Meer afbeeldingen |
| Hek | Erfscheiding              | 1894-1902                          |                                                               | Roelof Hartstraat bij 42                                | 52° 21' 9" NB, 4° 53' 2" OL   | 527771 | Meer afbeeldingen |
| Schoolgebouw, tegenwoordig Gerrit van der Veen College                                                                                                | Onderwijs en wetenschap   | 1929-1930                          |                                                               | Gerrit van der Veenstraat 99                            | 52° 20' 56" NB, 4° 52' 28" OL | 527773 | Meer afbeeldingen |
| Conciërgewoning | Dienstwoning              | 1930                               |                                                               | Rubensstraat 39                                         | 52° 20' 54" NB, 4° 52' 26" OL | 527774 | Conciërgewoning |
| Woonblok op L-vormige plattegrond | Woonhuis                  | 1925-1926                          | G.J. Rutgers                                                  | Minervalaan 7                                           | 52° 20' 59" NB, 4° 52' 21" OL | 527779 | Woonblok op L-vormige plattegrond |
| Bouwblok op L-vormige plattegrond | Woonhuis                  | 1926-1927                          | G.J. Rutgers                                                  | Minervalaan 8                                           | 52° 20' 59" NB, 4° 52' 19" OL | 527780 | Bouwblok op L-vormige plattegrond |
| Bouwblok op haakvormige plattegrond | Woonhuis                  | 1928-1929                          | G.J. Rutgers                                                  | Minervalaan 29                                          | 52° 20' 55" NB, 4° 52' 22" OL | 527781 | Bouwblok op haakvormige plattegrond |
| Bouwblok op haakvormige plattegrond met in- en uitspringende bouwvolumes                                                                              | Woonhuis                  | 1928-1929                          | G.J. Rutgers                                                  | Minervalaan 30                                          | 52° 20' 55" NB, 4° 52' 19" OL | 527782 | Bouwblok op haakvormige plattegrond met in- en uitspringende bouwvolumes                                                                              |
| Hildo Kropbrug (brug 419) | Brug                      | 1926-1931                          | Piet Kramer                                                   | Muzenplein bij 9                                        | 52° 20' 52" NB, 4° 53' 4" OL  | 527784 | Meer afbeeldingen |
| Kinderbrug (brug 420) | Brug                      | 1928-1931                          | Piet Kramer                                                   | Muzenplein bij 1                                        | 52° 20' 51" NB, 4° 53' 10" OL | 527785 | Meer afbeeldingen |
| Plantsoen | Tuin, park en plantsoen   | 1926-1931                          |                                                               | Muzenplein bij 1                                        | 52° 20' 51" NB, 4° 53' 8" OL  | 527786 | Plantsoen |
| Transformaterhuisje met kademuur | Brug                      | 1926-1931                          | Piet Kramer                                                   | Muzenplein bij 9                                        | 52° 20' 52" NB, 4° 53' 11" OL | 527787 | Transformaterhuisje met kademuur |
| Bouwblok bestaand uit vijf tot zes bouwlagen onder een hoog opgetrokken schilddak met zwarte pannen                                                   | Appartementengebouw       | 1931-1932                          | C.J. Blaauw                                                   | Minervaplein 1                                          | 52° 20' 50" NB, 4° 52' 22" OL | 527789 | Meer afbeeldingen |
| Bouwblok bestaand uit vijf tot zes bouwlagen onder een hoog opgetrokken schilddak met zwarte pannen                                                   | Appartementengebouw       | 1930-1932                          | C.J. Blaauw                                                   | Minervaplein 2                                          | 52° 20' 50" NB, 4° 52' 19" OL | 527790 | Meer afbeeldingen |
| Schoolgebouw | Onderwijs en wetenschap   | 1931-1932                          | Dienst der Publieke Werken o.l.v. Gustaaf Adolf Roobol        | Stadionkade 113                                         | 52° 20' 36" NB, 4° 51' 44" OL | 527792 | Meer afbeeldingen |
| Speelgebouwtjes | Sport en recreatie        | 1931-1932                          | Dienst der Publieke Werken o.l.v. Gustaaf Adolf Roobol        | Stadionkade 113                                         | 52° 20' 35" NB, 4° 51' 44" OL | 527793 | Meer afbeeldingen |
| Speelgebouwtjes | Sport en recreatie        | 1931-1932                          | Dienst der Publieke Werken o.l.v. Gustaaf Adolf Roobol        | Stadionkade 113                                         | 52° 20' 35" NB, 4° 51' 45" OL | 527794 | Meer afbeeldingen |
| Muur verbindt aan de Stadionkade 113 beide voormalige overdekte speelplaatsen                                                                         | Erfscheiding              | 1931-1932                          | Dienst der Publieke Werken o.l.v. Gustaaf Adolf Roobol        | Stadionkade 113 bij 113                                 | 52° 20' 35" NB, 4° 51' 45" OL | 527795 | Meer afbeeldingen |
| Tweede Openbare Handelsschool / Berlage Lyceum | Onderwijs en wetenschap   | 1923-1924                          | Dienst der Publieke Werken o.l.v. Arend Jan Westerman         | Pieter Lodewijk Takstraat 33                            | 52° 20' 56" NB, 4° 53' 59" OL | 527797 | Meer afbeeldingen |
| Eerste Openbare HBS / Comeniuslyceum / Berlage lyceum                                                                                                 | Onderwijs en wetenschap   | 1921-1924                          | Dienst der Publieke Werken o.l.v. Arend Jan Westerman         | Pieter Lodewijk Takstraat 34                            | 52° 20' 56" NB, 4° 53' 58" OL | 527798 | Meer afbeeldingen |
| Hoofdgebouw van de voormalige diamantslijperij Asscher                                                                                                | Nijverheid                | 1907                               | Gerrit van Arkel                                              | Tolstraat 127                                           | 52° 21' 10" NB, 4° 54' 19" OL | 527800 | Hoofdgebouw van de voormalige diamantslijperij Asscher                                                                                                |
| Portiersloge | Transport                 | 1907                               | Gerrit van Arkel                                              | Tolstraat 203                                           | 52° 21' 11" NB, 4° 54' 23" OL | 527801 | Meer afbeeldingen |
| Terreinafscheiding Tolstraat | Erfscheiding              | 1907                               |                                                               | Tolstraat bij 127                                       | 52° 21' 10" NB, 4° 54' 21" OL | 527802 | Meer afbeeldingen |
| Woonblok Coöperatiehof | Woonhuis                  | 1925-1928                          | Piet Kramer                                                   | Burgemeester Tellegenstraat 1                           | 52° 21' 3" NB, 4° 53' 53" OL  | 527804 | Meer afbeeldingen |
| Drie woonblokken met twee bouwlagen van arbeiderswoningen                                                                                             | Woonhuis                  | 1926-1928                          |                                                               | Coöperatiehof 1                                         | 52° 21' 2" NB, 4° 53' 54" OL  | 527805 | Meer afbeeldingen |
| Voormalige leeszaal en vergaderzaal met aan de zuidzijde tegen achtergevel het Monument Burgemeester Tellegen                                         | Welzijn, kunst en cultuur | 1928-1929                          | Piet Kramer                                                   | Coöperatiehof 16                                        | 52° 21' 1" NB, 4° 53' 56" OL  | 527806 | Meer afbeeldingen |
| Van Buurenmonument | Tuin, park en plantsoen   | 1936                               | Piet Kramer                                                   | Coöperatiehof tegenover 14                              | 52° 21' 2" NB, 4° 53' 57" OL  | 527807 | Meer afbeeldingen |
| Brouwhuis van de Heineken Brouwerij | Industrie                 | 1911-1913                          |                                                               | Stadhouderskade bij 78                                  | 52° 21' 28" NB, 4° 53' 31" OL | 527809 | Brouwhuis van de Heineken Brouwerij |
| Silo van de Heineken Brouwerij | Opslag                    | 1925                               | B.J. Ouëndag                                                  | Stadhouderskade bij 78                                  | 52° 21' 28" NB, 4° 53' 32" OL | 527810 | Silo van de Heineken Brouwerij |
| Voormalig bedrijfsgebouw / opslaggebouw / koelhuis van de Heineken Brouwerij                                                                          | Industrie                 | 1933-1934                          | B.J. en W.B. Ouëndag                                          | Stadhouderskade bij 78                                  | 52° 21' 28" NB, 4° 53' 28" OL | 527811 | Voormalig bedrijfsgebouw / opslaggebouw / koelhuis van de Heineken Brouwerij                                                                          |
| Harmoniehof: drielaags woonblok met boven- en benedenwoningen                                                                                         | Woonhuis                  | 1920-1926                          | J.C. van Epen i.s.m. M.J.E. Lippits                           | Harmoniehof 40                                          | 52° 21' 5" NB, 4° 52' 55" OL  | 527813 | Meer afbeeldingen |
| Harmoniehof | Woonhuis                  | 1920-1926                          | J.C. van Epen i.s.m. M.J.E. Lippits                           | Harmoniehof 1                                           | 52° 21' 5" NB, 4° 53' 4" OL   | 527814 | Meer afbeeldingen |
| Harmoniehof: gesloten woningblok | Woonhuis                  | 1920-1926                          | J.C. van Epen i.s.m. M.J.E. Lippits                           | Hobbemakade 94                                          | 52° 21' 5" NB, 4° 53' 8" OL   | 527815 | Meer afbeeldingen |
| Harmoniehof: gesloten en meerzijdig bouwblok op onregelmatig grondplan met individuele achtertuinen                                                   | Woonhuis                  | 1920-1926                          | J.C. van Epen i.s.m. M.J.E. Lippits                           | Harmoniehof 25                                          | 52° 21' 6" NB, 4° 52' 55" OL  | 527816 | Meer afbeeldingen |
| Harmoniehof: gesloten bouwblok op onregelmatig grondplan met open binnenruimte                                                                        | Woonhuis                  | 1920-1926                          | J.C. van Epen i.s.m. M.J.E. Lippits                           | Harmoniehof 32                                          | 52° 21' 6" NB, 4° 52' 51" OL  | 527817 | Meer afbeeldingen |
| Harmoniehof: westelijk dubbel woonhuis | Woonhuis                  | 1920-1926                          | J.C. van Epen i.s.m. M.J.E. Lippits                           | Harmoniehof 68                                          | 52° 21' 5" NB, 4° 52' 56" OL  | 527818 | Meer afbeeldingen |
| Harmoniehof: centraal-westelijk dubbel woonhuis met twee gespiegelde woningen                                                                         | Woonhuis                  | 1920-1926                          | J.C. van Epen i.s.m. M.J.E. Lippits                           | Harmoniehof 66                                          | 52° 21' 5" NB, 4° 52' 57" OL  | 527819 | Meer afbeeldingen |
| Harmoniehof: centraal-oostelijk dubbel woonhuis met twee grotendeels gelijke woningen gelegen                                                         | Woonhuis                  | 1920-1926                          | J.C. van Epen i.s.m. M.J.E. Lippits                           | Harmoniehof 64                                          | 52° 21' 4" NB, 4° 53' 2" OL   | 527820 | Meer afbeeldingen |
| Harmoniehof: oostelijk dubbel woonhuis met twee grotendeels gelijke woningen                                                                          | Woonhuis                  | 1920-1926                          | J.C. van Epen i.s.m. M.J.E. Lippits                           | Cornelis van der Lindenstraat 12                        | 52° 21' 4" NB, 4° 53' 4" OL   | 527821 | Meer afbeeldingen |
| Harmoniehof: plantsoenaanleg met vijvers en fontein                                                                                                   | Tuin, park en plantsoen   | 1925                               | J.C. van Epen i.s.m. M.J.E. Lippits                           | Harmoniehof tegenover 68                                | 52° 21' 5" NB, 4° 52' 60" OL  | 527822 | Meer afbeeldingen |
| Harmoniehof: bouwblok, bestaande uit 122 woningen en 12 winkels                                                                                       | Woonhuis                  | 1920-1926                          | J.C. van Epen i.s.m. M.J.E. Lippits                           | Gerard Terborgstraat 2                                  | 52° 21' 7" NB, 4° 53' 6" OL   | 527823 | Meer afbeeldingen |
| Nationaal Lucht- en Ruimtevaartlaboratorium, Hoofdgebouw                                                                                              | Onderwijs en wetenschap   | 1940                               | H.A. Maaskant en W. van Tijen                                 | Anthony Fokkerweg 2                                     | 52° 20' 41" NB, 4° 50' 37" OL | 527825 | Meer afbeeldingen |
| Nationaal Lucht- en Ruimtevaartlaboratorium, Windtunnelgebouw                                                                                         | Onderwijs en wetenschap   | 1940                               | H.A. Maaskant en W. van Tijen                                 | Anthony Fokkerweg bij 2                                 | 52° 20' 43" NB, 4° 50' 37" OL | 527826 | Nationaal Lucht- en Ruimtevaartlaboratorium, Windtunnelgebouw                                                                                         |
| Woonhuis in zakelijk-expressionistische trant | Woonhuis                  | 1928-1930                          | H. Elte Phzn                                                  | Stadionweg 44                                           | 52° 20' 51" NB, 4° 52' 50" OL | 527827 | Meer afbeeldingen |
| Kantoorgebouw Apollo House | Handel en kantoor         | 1937-1939                          | D. Roosenburg                                                 | Apollolaan 15                                           | 52° 20' 55" NB, 4° 52' 56" OL | 527828 | Meer afbeeldingen |
| Apollohal | Sport en recreatie        | 1933-1934                          | Albert Boeken                                                 | Stadionweg 1                                            | 52° 20' 56" NB, 4° 53' 3" OL  | 527829 | Meer afbeeldingen |
| Vossius Gymnasium | Onderwijs en wetenschap   | 1931-1932                          | N. Lansdorp                                                   | Messchaertstraat 1                                      | 52° 20' 45" NB, 4° 53' 2" OL  | 527830 | Meer afbeeldingen |
| Reeks van vijf geschakelde zogeheten drive-inwoningen                                                                                                 | Woonhuis                  | 1936-1937                          | W. van Tijen, Mart Stam, Lotte Stam-Beese                     | Anthonie van Dijckstraat 4                              | 52° 20' 54" NB, 4° 52' 31" OL | 527831 | Meer afbeeldingen |
| Lyceumbrug (brug 410) | Brug                      | 1926-1927                          |                                                               | Olympiaplein 1                                          | 52° 21' 2" NB, 4° 51' 55" OL  | 527832 | Meer afbeeldingen |
| Blok van 30 etagewoningen | Woonhuis                  | 1928-1929                          | J. Boterenbrood                                               | Apollolaan 25                                           | 52° 20' 58" NB, 4° 52' 54" OL | 527833 | Meer afbeeldingen |
| Remonstrantse Kerk | Kerk en kerkonderdeel     | 1932-1933                          | J. Roodenburg                                                 | Diepenbrockstraat 46                                    | 52° 20' 45" NB, 4° 52' 57" OL | 527834 | Meer afbeeldingen |
| Doktersvilla | Dienstwoning              | 1938                               | F.A. Eschauzier                                               | Diepenbrockstraat 15                                    | 52° 20' 45" NB, 4° 52' 53" OL | 527835 | Doktersvilla |
| Dubbele villa | Woonhuis                  | 1925-1928                          | H.A.J. en J. Baanders                                         | Albert Hahnplantsoen 25                                 | 52° 21' 3" NB, 4° 52' 7" OL   | 527836 | Dubbele villa |
| Van Heutszmonument (voor J.B. van Heutsz) | Gedenkteken               | 1932-1935                          | Gijsbert Friedhoff                                            | Apollolaan bij 180                                      | 52° 21' 1" NB, 4° 51' 57" OL  | 527837 | Meer afbeeldingen |
| La Pergola | Woonhuis                  | 1928-1929                          | Gerrit Jan Rutgers                                            | Dijsselhofplantsoen 10                                  | 52° 21' 6" NB, 4° 52' 31" OL  | 527838 | Meer afbeeldingen |
| Villa met aangebouwde garage | Woonhuis                  | 1926-1928                          | L.J.H. Zonneveldt en C.W. Rooyaards                           | Apollolaan 178                                          | 52° 21' 3" NB, 4° 52' 1" OL   | 527839 | Meer afbeeldingen |
| Villa met aangebouwde garage Villa Lebbink | Woonhuis                  | 1925-1927                          | J.H. Mulder                                                   | Apollolaan 166                                          | 52° 20' 44" NB, 4° 52' 16" OL | 527840 | Meer afbeeldingen |
| Zonnehof | Appartementengebouw       | 1938-1939                          | Dick Greiner                                                  | Michelangelostraat 102                                  | 52° 20' 44" NB, 4° 52' 16" OL | 527841 | Meer afbeeldingen |
| Badhuis | Gezondheidszorg           | 1925-1926                          | Arend Jan Westerman                                           | Diamantstraat 134                                       | 52° 21' 3" NB, 4° 54' 22" OL  | 527842 | Meer afbeeldingen |
| Synagoge Gerard Doustraat | Kerk en kerkonderdeel     | 1891-1892                          | Emanuel Marcus Rood                                           | Gerard Doustraat 238                                    | 52° 21' 25" NB, 4° 53' 52" OL | 527843 | Meer afbeeldingen |
| Woonblok met 103 arbeiderswoningen en twee winkels, gebouwd in opdracht van de Vereeniging ten behoeve der Arbeidersklasse te Amsterdam               | Woonhuis                  | 1875-1876                          | P.J. Hamer, Willem Hamer jr.                                  | Eerste Jacob van Campenstraat 1                         | 52° 21' 28" NB, 4° 53' 16" OL | 527844 | Woonblok met 103 arbeiderswoningen en twee winkels, gebouwd in opdracht van de Vereeniging ten behoeve der Arbeidersklasse te Amsterdam               |
| Woonblok met arbeiderswoningen en winkels, gebouwd in opdracht van de Vereeniging ten behoeve der Arbeidersklasse te Amsterdam                        | Woonhuis                  | 1885-1888                          | P.J. Hamer, Willem Hamer jr.                                  | Tweede Jan van der Heijdenstraat 42                     | 52° 21' 20" NB, 4° 54' 3" OL  | 527845 | Woonblok met arbeiderswoningen en winkels, gebouwd in opdracht van de Vereeniging ten behoeve der Arbeidersklasse te Amsterdam                        |
| Raadhuis Nieuwer-Amstel, Gemeentearchief Amsterdam | Bestuursgebouw en onderdl | 1889-1892                          | Roelof Kuipers                                                | Amsteldijk 67                                           | 52° 21' 12" NB, 4° 54' 25" OL | 527846 | Meer afbeeldingen |
| Sarphatimonument | Gedenkteken               | 1886                               |                                                               | Sarphatipark bij 1                                      | 52° 21' 16" NB, 4° 53' 44" OL | 527847 | Meer afbeeldingen |
| Gebouw van de Rijksacademie voor Beeldende Kunsten | Onderwijs en wetenschap   | 1874-1875 (bouw) 1954-1958 (serre) | Bastiaan de Greef (gebouw) Gerrit Rietveld (serre)            | Stadhouderskade 86                                      | 52° 21' 28" NB, 4° 53' 41" OL | 527848 | Meer afbeeldingen |
| Dubbele villa gebouwd in de stijl van de 'Amsterdamse School'                                                                                         | Woonhuis                  | 1930                               | J.J. Eyrond                                                   | Albert Hahnplantsoen 21                                 | 52° 21' 4" NB, 4° 52' 9" OL   | 527849 | Meer afbeeldingen |
| Appartementengebouw | Woonhuis                  | 1928-1930                          | H.A. van Anrooy                                               | Apollolaan 191                                          | 52° 21' 0" NB, 4° 52' 5" OL   | 527850 | Meer afbeeldingen |
| Europaschool | Onderwijs en wetenschap   | 1921                               | N. Lansdorp                                                   | Hygiëaplein 40                                          | 52° 20' 49" NB, 4° 51' 46" OL | 527851 | Meer afbeeldingen |
| Ensemble van 24 woningen met 8 winkels op de kop van een gesloten bouwblok                                                                            | Woonhuis                  | 1916                               | Piet Kramer                                                   | Van der Helstplein 7-17                                 | 52° 21' 6" NB, 4° 53' 43" OL  | 527852 | Meer afbeeldingen |
| Ceintuurtheater (voormalig) | Welzijn, kunst en cultuur | 1921-1922                          |                                                               | Ceintuurbaan 282                                        | 52° 21' 10" NB, 4° 53' 29" OL | 527853 | Meer afbeeldingen |
| P.L. Kramerbrug (brug 400) | Brug                      | 1917-1921                          | Piet Kramer                                                   | Amstelkade 1                                            | 52° 20' 59" NB, 4° 54' 35" OL | 527854 | Meer afbeeldingen |
| Barbiersbrug (brug 404) | Brug                      | 1928                               |                                                               | Jozef Israëlskade 43                                    | 52° 20' 54" NB, 4° 53' 29" OL | 527855 | Meer afbeeldingen |
| Het Nieuwe Huis | Woonhuis                  | 1927-1928                          | B. van den Nieuwen Amstel                                     | Roelof Hartplein 50                                     | 52° 21' 9" NB, 4° 52' 57" OL  | 527856 | Meer afbeeldingen |
| Woonblok met arbeiderswoningen | Woonhuis                  | 1890-1891                          | A.L. van Gendt                                                | Lutmastraat 215                                         | 52° 21' 7" NB, 4° 54' 21" OL  | 528404 | Woonblok met arbeiderswoningen |
| Woonblok met arbeiderswoningen | Woonhuis                  | 1890-1891                          | A.L. van Gendt                                                | Lutmastraat 222                                         | 52° 21' 7" NB, 4° 54' 23" OL  | 528405 | Woonblok met arbeiderswoningen |
| Woonblok met arbeiderswoningen | Woonhuis                  | 1890-1891                          | A.L. van Gendt                                                | Diamantstraat 2                                         | 52° 21' 8" NB, 4° 54' 19" OL  | 528406 | Woonblok met arbeiderswoningen |
| Woonblok met arbeiderswoningen | Woonhuis                  | 1890-1891                          | A.L. van Gendt                                                | Diamantstraat 1                                         | 52° 21' 8" NB, 4° 54' 20" OL  | 528407 | Woonblok met arbeiderswoningen |
| Woonblok met arbeiderswoningen | Woonhuis                  | 1890-1891                          | A.L. van Gendt                                                | Robijnstraat 1                                          | 52° 21' 8" NB, 4° 54' 17" OL  | 528408 | Meer afbeeldingen |
| Villa | Woonhuis                  | 1929-1930                          | G.J. Rutgers                                                  | Churchill-laan 223                                      | 52° 20' 50" NB, 4° 53' 11" OL | 530054 | Villa |
| Berlagebrug (brug 423) | Brug                      | 1926-1931                          |                                                               | Amsteldijk bij 700                                      | 52° 20' 50" NB, 4° 54' 46" OL | 530055 | Meer afbeeldingen |
| Begraafplaats Zorgvlied: Parkaanleg en padenstelsel                                                                                                   | Begraafplaats en -onderdl | 1869-1870                          |                                                               | Amsteldijk 273                                          | 52° 20' 9" NB, 4° 53' 56" OL  | 530057 | Meer afbeeldingen |
| Begraafplaats Zorgvlied: ontvangstgebouw annex dienstwoning                                                                                           | Dienstwoning              | 1869                               |                                                               | Amsteldijk bij 273                                      | 52° 20' 6" NB, 4° 54' 10" OL  | 530058 | Meer afbeeldingen |
| Begraafplaats Zorgvlied: Entreehekken zuidoostzijde                                                                                                   | Begraafplaats en -onderdl | 1926                               |                                                               | Amsteldijk bij 273                                      | 52° 20' 4" NB, 4° 54' 15" OL  | 530059 | Meer afbeeldingen |
| Begraafplaats Zorgvlied: aula | Begraafplaats en -onderdl | 1931                               |                                                               | Amsteldijk bij 273                                      | 52° 20' 6" NB, 4° 54' 9" OL   | 530060 | Meer afbeeldingen |
| Begraafplaats Zorgvlied: grafmonument van de familie Carré                                                                                            | Begraafplaats en -onderdl | 1891                               |                                                               | Amsteldijk bij 273                                      | 52° 20' 7" NB, 4° 53' 53" OL  | 530061 | Meer afbeeldingen |
| Begraafplaats Zorgvlied: grafmonument van de familie Dorrepaal                                                                                        | Begraafplaats en -onderdl | 1880-1900                          |                                                               | Amsteldijk bij 273                                      | 52° 20' 9" NB, 4° 53' 51" OL  | 530062 | Meer afbeeldingen |
| Begraafplaats Zorgvlied: grafmonument van de familie Vom Rath-Bunge                                                                                   | Begraafplaats en -onderdl | 1880-1890                          |                                                               | Amsteldijk bij 273                                      | 52° 20' 9" NB, 4° 53' 54" OL  | 530063 | Meer afbeeldingen |
| Begraafplaats Zorgvlied: grafmonument van Margot Mulder                                                                                               | Begraafplaats en -onderdl | 1889                               |                                                               | Amsteldijk bij 273                                      | 52° 20' 11" NB, 4° 53' 53" OL | 530064 | Meer afbeeldingen |
| Begraafplaats Zorgvlied: grafmonument van Sophie de Vries                                                                                             | Begraafplaats en -onderdl | 1880-1900                          |                                                               | Amsteldijk bij 273                                      | 52° 20' 9" NB, 4° 53' 49" OL  | 530065 | Meer afbeeldingen |
| Begraafplaats Zorgvlied: grafmonument van P.W. Janssen                                                                                                | Begraafplaats en -onderdl | 1900-1920                          |                                                               | Amsteldijk bij 273                                      | 52° 20' 10" NB, 4° 53' 54" OL | 530066 | Meer afbeeldingen |
| Begraafplaats Zorgvlied: grafmonument van de familie Hartog van Banda                                                                                 | Begraafplaats en -onderdl | 1873                               |                                                               | Amsteldijk bij 273                                      | 52° 20' 11" NB, 4° 53' 52" OL | 530067 | Meer afbeeldingen |
| Begraafplaats Zorgvlied: grafmonument van Elisabeth Otter-Knoll                                                                                       | Begraafplaats en -onderdl | 1900                               |                                                               | Amsteldijk bij 273                                      | 52° 20' 8" NB, 4° 53' 55" OL  | 530068 | Meer afbeeldingen |
| Warnersblokken: vier woonblokken | Woonhuis                  | 1957                               | Allert Warners                                                | Dirk Schäferstraat 1-27                                 | 52° 20' 30" NB, 4° 52' 2" OL  | 530917 | Meer afbeeldingen |
| Warnersblokken: vier woonblokken | Woonhuis                  | 1957                               | Allert Warners                                                | Dirk Schäferstraat 29-55                                | 52° 20' 30" NB, 4° 51' 59" OL | 530918 | Meer afbeeldingen |
| Warnersblokken: vier woonblokken | Woonhuis                  | 1957                               | Allert Warners                                                | Johannes Worpstraat 1-27                                | 52° 20' 31" NB, 4° 52' 2" OL  | 530915 | Meer afbeeldingen |
| Warnersblokken: vier woonblokken | Woonhuis                  | 1957                               | Allert Warners                                                | Johannes Worpstraat 29-55                               | 52° 20' 31" NB, 4° 51' 59" OL | 530916 | Meer afbeeldingen |
| | Woonhuis                  | 1908 (bouw) 1911 (verb.)           | J.A. de Waal                                                  | Jacob Marisplein 20                                     |                               | 530982 | Meer afbeeldingen |
| Hiltonhotel | Hotel                     | 1960-1964                          | De Vlaming, F.W. en Salm, H.                                  | Apollolaan 138-140                                      | 52° 21' 5" NB, 4° 52' 19" OL  | 532205 | Meer afbeeldingen |